# 7047 Lundström
A 7047 Lundström (ideiglenes jelöléssel 1978 RZ9) a Naprendszer kisbolygóövében található aszteroida. Claes-Ingvar Lagerkvist fedezte fel 1978. szeptember 2-án.